# Mons-en-Barœul
Mons-en-Barœul è un comune francese di 22 117 abitanti situato nel dipartimento del Nord, nella regione dell'Alta Francia.

## Società

### Evoluzione demografica
Abitanti censiti